# Koniec świata (film 1984)
Koniec świata (serb. Крај рата) – jugosłowiański dramat wojenny z 1984 roku w reżyserii Dragana Kresoi, zrealizowany na podstawie scenariusza Gordana Mihicia.  

## Opis fabuły
Akcja filmu rozgrywa się pod koniec II wojny światowej. Serb Bajo Lazarević wraz ze swoim synem Vukole poszukują pięciu członków chorwackiej milicji ustaszowskiej, którzy w czasie wojny torturowali i zabili jego żonę. Podstawą do poszukiwań jest fotografia, do której sprawcy pozowali po dokonanej zbrodni. Zabójcy po kolei giną z rąk Bajo.
Koniec świata został zgłoszony jako oficjalny jugosłowiański kandydat do rywalizacji o 57. rozdanie Oscara w kategorii najlepszego międzynarodowego filmu fabularnego, ale nie uzyskał nominacji.

## Obsada
- Velimir Bata Živojinović jako Bajo Lazarević
- Marko Ratić jako Vukole Lazarević
- Gorica Popović jako Milka Lazarević
- Aleksandar Berček jako Bora Živaljević
- Radko Polič jako Kristijan
- Miroljub Lešo jako Jozo
- Bogdan Diklić jako Alojzije Zadro
- Josif Tatić jako Hasko
- Ljiljana Šljapić jako Marija
- Rastislav Jović jako lekarz
- Miloš Kandić jako Vijuk
- Stole Aranđelović jako właściciel kafany
- Vuka Dunđerović jako Baba Anica
- Nina Hladilo
- Goran Pokupec
- Ina Svrze
- Milivoje Tomić